# 简子瑕
简子瑕（？—？），中国春秋時期卫国政治人物，南氏、将军氏，又称南简子、将军简子。卫灵公的曾孙，卫公子郢的孙子，公孙弥牟的儿子。《礼记·檀弓》疏引《世本》：“灵公生昭子郢，郢生文子木，文子生简子瑕，瑕生卫将军文氏。”他的后代在战国时成为卫平侯。